# Frank Wels
Frank Wels (Ede, 21 februari 1909 – Gorinchem, 16 februari 1982) was een Nederlands voetballer. Hij speelde voor Unitas uit Gorinchem en kwam 36 keer uit voor het Nederlands elftal.

## Loopbaan
Wels was een rechtsbuiten. Met 1 meter 63 is hij op Manus Vrauwdeunt na de kleinste speler ooit die uitkwam voor Oranje. Wels maakte in 1931 zijn debuut als international in een met 2-0 gewonnen wedstrijd tegen Denemarken. Hij was tot in 1938 een vaste waarde voor het Nederlands elftal en speelde op het WK 1934 en het WK 1938. In 1934 gaf hij in een wedstrijd tegen België een voorzet op Beb Bakhuijs, die vervolgens met een vallende kopbal zijn beroemdste goal ooit maakte. Zelf scoorde Wels vijf keer voor Nederland.
In de nationale competitie kwam hij met Unitas nooit hoger dan de tweede klasse uit. Al tijdens zijn voetbalcarrière was hij eigenaar van een café in Gorinchem. Wels probeerde het begin 1936 kort met een café in Rotterdam en zou vanaf medio 1936 voor Feijenoord gaan spelen. Het reizen naar Rotterdam beviel hem niet en deed het café over aan Leen Vente. Hij dreef wederom een café in Gorinchem en ging weer voor Unitas spelen. In 1950 beëindigde hij zijn voetballoopbaan.